# Siccia modesta
Siccia modesta är en fjärilsart som beskrevs av Moore 1878. Siccia modesta ingår i släktet Siccia och familjen björnspinnare. Inga underarter finns listade i Catalogue of Life.